# 胡盧貝什蒂鄉
44°50′N 25°14′E / 44.833°N 25.233°E
胡盧貝什蒂鄉（羅馬尼亞語：Comuna Hulubești, Dâmbovița），是羅馬尼亞的鄉份，位於該國南部，由登博維察縣負責管轄，處於布加勒斯特西北面80公里，每年平均降雨量1,023毫米，海拔高度272米，2007年人口3,426。